# Gerd Kröncke
Gerd Kröncke (* 8. Januar 1943 in Hannover) ist ein deutscher Journalist.

## Leben
Gerd Kröncke wurde 1943 in Hannover geboren und wuchs dort auch auf. Nach einer Lehre im Fotohandel folgte Wehrdienst und verschiedene Reisen. Er arbeitete am Fließband im Volkswagenmotorenwerk in Hannover und versuchte sich daneben als Fotograf.
Nach Abschluss eines Volontariats bei der Hannoverschen Presse wurde er 1967 Landeskorrespondent des Spiegel in Hannover, 1975 in Düsseldorf. 1981 wechselte er zur Süddeutschen, als Landeskorrespondent für Nordrhein-Westfalen. Von 1986 bis 1998 war er in London als Korrespondent für die SZ, anschließend bis zu seiner Pensionierung als Frankreich-Korrespondent in Paris. Diese beiden Stationen spiegeln sich auch in seinen Büchern, die meist Sammlungen von Reportagen, Reiseeindrücken und eigenen Fotografien sind.

## Auszeichnungen
- 1985 wurde er für seine Arbeit Der Maestro aus der Schildergasse in der SZ mit dem Egon-Erwin-Kisch-Preis ausgezeichnet[2].
- 1988 erhielt er den Deutsch-Britischen Journalistenpreis.
- 1998 erhielt er den Theodor-Wolff-Preis für seine Reportage Der Mann, den Diana aushält, erschienen in der Süddeutschen Zeitung.

## Werke
- London - ein Städteporträt, zusammen mit Peter Mertz. München, Bruckmann 1997, ISBN 3-7654-2981-3
- Adel verpflichtet zu gar nichts - Reportagen. Wien, Picus 1998, ISBN 978-3-85452-704-6
- Der Prinz der Herzen und andere Exzentriker - Britische Portraits. Wien, Picus 1999, ISBN 978-3-85452-713-8
- Im sicheren Schatten der Platanen - Französische Stimmungen. Wien, Picus 2001, ISBN 978-3-85452-747-3
- Gruß aus Paris: Ein Phototagebuch von Gerd Kröncke, Süddeutsche Zeitung, 2009, ISBN 978-3-86615-728-6